# Gustavo Kuerten
Gustavo Kuerten (ur. 10 września 1976 we Florianópolis) – brazylijski tenisista, trzykrotny triumfator wielkoszlemowego French Open w grze pojedynczej, przez 43 tygodnie lider rankingu singlowego ATP, reprezentant Brazylii w Pucharze Davisa, olimpijczyk.

## Wyróżnienia i nagrody
W 1999 Kuerten otrzymał wyróżnienie Prêmio Brasil Olímpico, które jest najważniejszą nagrodą sportową w Brazylii. Został także sportowcem roku w Brazylii w latach 1999−2000, a spośród nagród ATP zdobył w 2000 tytuł tenisisty roku i w 2003 Arthur Ashe Humanitarian Award. W połowie lipca 2012 Kuerten został włączony do Międzynarodowej Tenisowej Galerii Sławy. W 2016 federacja ITF uhonorowała Kuertena Philippe Chatrier Award. Brał także udział w ceremonii otwarcia igrzysk olimpijskich w Rio de Janeiro (2016) wnosząc znicz olimpijski na Maracanę.

## Kariera tenisowa
Kuerten startując w gronie juniorów zdołał wywalczyć mistrzostwo we French Open w 1994 roku, podczas rozgrywek gry podwójnej, partnerując Nicolásowi Lapenttiemu. W 1995 roku tenisista brazylijski rozpoczął karierę zawodową.
W 1997 odniósł zwycięstwo w wielkoszlemowym turnieju French Open, eliminując po drodze m.in. kilku byłych triumfatorów – Thomasa Mustera, Jewgienija Kafielnikowa, a w finale wynikiem 6:3, 6:4, 6:2 Sergiego Bruguerę. Kuerten stał się tym samym pierwszym najniżej sklasyfikowanym w historii zwycięzcą turnieju (startował jako 66. zawodnik) oraz pierwszym Brazylijczykiem, który wygrał rozgrywki tej kategorii.
Sezon 2000 Brazylijczyk zakończył jako pierwszy tenisista z Ameryki Południowej na 1. pozycji w rankingu ATP w erze open. Do tego sukcesu przyczyniło się ponowne zwycięstwo we French Open, triumf w kończącym rok turnieju ATP Finals i wygrana w imprezie rangi ATP Masters Series w Hamburgu.
Kolejny sezon Kuerten zakończył na 2. pozycji w zestawieniu singlowym ATP. W czerwcu obronił tytuł na kortach French Open pokonując w finale Àlexa Corretję. Dodatkowo tenisista brazylijski zwyciężył w prestiżowych zawodach ATP Masters Series w Monte Carlo i Cincinnati i trzech niżej notowanych turniejach.
Od 2002 roku Kuerten zaczął zmagać się z licznymi kontuzjami. M. in. w lutym 2002 roku przeszedł artroskopię prawego stawu biodra. Podobną operację przeszedł dwa lata później. Pomimo problemów zdrowotnych wygrał pomiędzy latami 2002–2004 cztery singlowe turnieje.
W latach 1996–2007 Kuerten reprezentował Brazylię w Pucharze Davisa. W 2000 roku przyczynił się do awansu zespołu do półfinału rozgrywek, gdzie Brazylijczycy ostatecznie ulegli Francji 3:2. Łącznie, w występach singlowych i deblowych rozegrał w barwach narodowych pięćdziesiąt dwa pojedynki, z których trzydzieści cztery wygrał.
Dnia 25 maja 2008 Kuerten roku zakończył karierę po przegranym meczu w 1 rundzie French Open z Paulem-Henrim Mathieu. Łącznie Brazylijczyk triumfował w dwudziestu turniejach singlowych i osiągnął dziewięć finałów, natomiast w deblu zwyciężył w ośmiu turniejach i dotarł do dwóch finałów. Na szczycie singlowej listy rankingowej znajdował się przez czterdzieści trzy tygodnie.
Kuerten jest pochodzenia niemiecko-polsko-austriackiego.

### Finały w turniejach ATP World Tour

#### Gra pojedyncza (20–9)
| Legenda                             |
| Wielki Szlem (3–0)                  |
| Igrzyska olimpijskie (0–0)          |
| Tennis Masters Cup (1–0)            |
| ATP Masters Series (5–5)            |
| ATP International Series Gold (4–1) |
| ATP International Series (7–3)      |

| Wygrane według nawierzchni |
| Twarda (6–4)               |
| Ceglana (14–4)             |
| Trawiasta (0–0)            |
| Dywanowa (0–1)             |

| Końcowy wynik | Nr  | Data                 | Turniej                     | Nawierzchnia    | Przeciwnik          | Wynik finału                |
| Zwycięzca     | 1.  | 8 czerwca 1997       | French Open, Paryż (1)      | Ceglana         | Sergi Bruguera      | 6:3, 6:4, 6:2               |
| Finalista     | 1.  | 15 czerwca 1997      | Bolonia                     | Ceglana         | Félix Mantilla      | 6:4, 2:6, 1:6               |
| Finalista     | 2.  | 3 sierpnia 1997      | Montreal                    | Twarda          | Chris Woodruff      | 5:7, 6:4, 3:6               |
| Zwycięzca     | 2.  | 26 lipca 1998        | Stuttgart (1)               | Ceglana         | Karol Kučera        | 4:6, 6:2, 6:4               |
| Zwycięzca     | 3.  | 4 października 1998  | Majorka                     | Ceglana         | Carlos Moyá         | 6:7(5), 6:2, 6:3            |
| Zwycięzca     | 4.  | 25 kwietnia 1999     | Monte Carlo (1)             | Ceglana         | Marcelo Ríos        | 6:4, 2:1 krecz              |
| Zwycięzca     | 5.  | 16 maja 1999         | Rzym                        | Ceglana         | Patrick Rafter      | 6:4, 7:5, 7:6(6)            |
| Zwycięzca     | 6.  | 5 marca 2000         | Santiago                    | Ceglana         | Mariano Puerta      | 7:6(3), 6:3                 |
| Finalista     | 3.  | 2 kwietnia 2000      | Miami                       | Twarda          | Pete Sampras        | 1:6, 7:6(2), 6:7(5), 6:7(8) |
| Finalista     | 4.  | 14 maja 2000         | Rzym                        | Ceglana         | Magnus Norman       | 3:6, 6:4, 4:6, 4:6          |
| Zwycięzca     | 7.  | 21 maja 2000         | Hamburg                     | Ceglana         | Marat Safin         | 6:4, 5:7, 6:4, 5:7, 7:6(3)  |
| Zwycięzca     | 8.  | 11 czerwca 2000      | French Open, Paryż (2)      | Ceglana         | Magnus Norman       | 6:2, 6:3, 2:6, 7:6(6)       |
| Zwycięzca     | 9.  | 20 sierpnia 2000     | Indianapolis                | Twarda          | Marat Safin         | 3:6, 7:6(2), 7:6(2)         |
| Zwycięzca     | 10. | 3 listopada 2000     | Tennis Masters Cup, Lizbona | Twarda (hala)   | Andre Agassi        | 6:4, 6:4, 6:4               |
| Zwycięzca     | 11. | 25 lutego 2001       | Buenos Aires                | Ceglana         | José Acasuso        | 6:1, 6:3                    |
| Zwycięzca     | 12. | 4 marca 2001         | Acapulco                    | Ceglana         | Galo Blanco         | 6:4, 6:2                    |
| Zwycięzca     | 13. | 22 kwietnia 2001     | Monte Carlo (2)             | Ceglana         | Hiszam Arazi        | 6:3, 6:2, 6:4               |
| Finalista     | 5.  | 13 maja 2000         | Rzym                        | Ceglana         | Juan Carlos Ferrero | 6:3, 1:6, 6:2, 4:6, 2:6     |
| Zwycięzca     | 14. | 10 czerwca 2001      | French Open, Paryż (3)      | Ceglana         | Àlex Corretja       | 6:7(3), 7:5, 6:2, 6:0       |
| Zwycięzca     | 15. | 22 lipca 2001        | Stuttgart (2)               | Ceglana         | Guillermo Cañas     | 6:3, 6:2, 6:4               |
| Zwycięzca     | 16. | 12 sierpnia 2001     | Cincinnati                  | Twarda          | Patrick Rafter      | 6:1, 6:3                    |
| Finalista     | 6.  | 19 sierpnia 2001     | Indianapolis                | Twarda          | Patrick Rafter      | 2:4 krecz                   |
| Zwycięzca     | 17. | 15 września 2002     | Costa do Sauipe (1)         | Twarda          | Guillermo Coria     | 6:7(4), 7:5, 7:6(2)         |
| Finalista     | 7.  | 13 października 2002 | Lyon                        | Dywanowa (hala) | Paul-Henri Mathieu  | 6:4, 3:6, 1:6               |
| Zwycięzca     | 18. | 12 stycznia 2003     | Auckland                    | Twarda          | Dominik Hrbatý      | 6:3, 7:5                    |
| Finalista     | 8.  | 16 marca 2003        | Indian Wells                | Twarda          | Lleyton Hewitt      | 1:6, 1:6                    |
| Zwycięzca     | 19. | 26 października 2003 | Petersburg                  | Twarda (hala)   | Sarkis Sarksjan     | 6:4, 6:3                    |
| Finalista     | 9.  | 15 lutego 2004       | Viña del Mar                | Ceglana         | Fernando González   | 5:7, 4:6                    |
| Zwycięzca     | 20. | 29 lutego 2004       | Costa do Sauipe (2)         | Ceglana         | Agustín Calleri     | 3:6, 6:2, 6:3               |

#### Gra podwójna (8–2)
| Legenda                             |
| Wielki Szlem (0–0)                  |
| Igrzyska olimpijskie (0–0)          |
| Tennis Masters Cup (0–0)            |
| ATP Masters Series (0–1)            |
| ATP International Series Gold (2–0) |
| ATP International Series (6–1)      |

| Wygrane według nawierzchni |
| Twarda (1–1)               |
| Ceglana (7–0)              |
| Trawiasta (0–0)            |
| Dywanowa (0–1)             |

| Końcowy wynik | Nr | Data              | Turniej         | Nawierzchnia    | Partner           | Przeciwnicy w finale             | Wynik finału |
| Zwycięzca     | 1. | 10 listopada 1996 | Santiago (1)    | Ceglana         | Fernando Meligeni | Dinu Pescariu Albert Portas      | 6:2, 6:4     |
| Zwycięzca     | 2. | 13 kwietnia 1997  | Estoril         | Ceglana         | Fernando Meligeni | Andrea Gaudenzi Filippo Messori  | 6:2, 6:2     |
| Zwycięzca     | 3. | 15 czerwca 1997   | Bolonia         | Ceglana         | Fernando Meligeni | Dave Randall Jack Waite          | 6:2, 7:5     |
| Zwycięzca     | 4. | 20 lipca 1997     | Stuttgart       | Ceglana         | Fernando Meligeni | Donald Johnson Francisco Montana | 6:4, 6:4     |
| Zwycięzca     | 5. | 12 lipca 1998     | Gstaad          | Ceglana         | Fernando Meligeni | Daniel Orsanic Cyril Suk         | 6:4, 7:5     |
| Zwycięzca     | 6. | 10 stycznia 1999  | Adelaide        | Twarda          | Nicolás Lapentti  | Jim Courier Patrick Galbraith    | 6:4, 6:4     |
| Zwycięzca     | 7. | 5 marca 2000      | Santiago (2)    | Ceglana         | Antonio Prieto    | Lan Bale Piet Norval             | 6:2, 6:4     |
| Zwycięzca     | 8. | 4 marca 2001      | Acapulco        | Ceglana         | Donald Johnson    | David Adams Martín García        | 6:3, 7:6(5)  |
| Finalista     | 1. | 15 września 2002  | Costa do Sauipe | Twarda          | André Sá          | Scott Humphries Mark Merklein    | 3:6, 6:7(1)  |
| Finalista     | 2. | 3 listopada 2002  | Paryż           | Dywanowa (hala) | Cédric Pioline    | Nicolas Escudé Fabrice Santoro   | 3:6, 6:7(6)  |

### Osiągnięcia w turniejach Wielkiego Szlema i ATP Masters Series (gra pojedyncza)
| Turniej                  | 1995         | 1996         | 1997         | 1998         | 1999         | 2000         | 2001         | 2002         | 2003         | 2004         | 2005         | 2006         | 2007         | 2008         | Wygrane turnieje | Bilans w turnieju |
| Wielki Szlem             | Wielki Szlem | Wielki Szlem | Wielki Szlem | Wielki Szlem | Wielki Szlem | Wielki Szlem | Wielki Szlem | Wielki Szlem | Wielki Szlem | Wielki Szlem | Wielki Szlem | Wielki Szlem | Wielki Szlem | Wielki Szlem | Wielki Szlem     | Wielki Szlem      |
| ------------------------ | ------------ | ------------ | ------------ | ------------ | ------------ | ------------ | ------------ | ------------ | ------------ | ------------ | ------------ | ------------ | ------------ | ------------ | ---------------- | ----------------- |
| Australian Open          | –            | –            | 2R           | 2R           | 2R           | 1R           | 2R           | 1R           | 2R           | 3R           | –            | –            | –            | –            | 0 / 8            | 7–8               |
| French Open              | –            | 1R           | W            | 2R           | QF           | W            | W            | 4R           | 4R           | QF           | 1R           | –            | –            | 1R           | 3 / 11           | 36–8              |
| Wimbledon                | –            | –            | 1R           | 1R           | QF           | 3R           | –            | –            | 2R           | –            | –            | –            | –            | –            | 0 / 5            | 7–5               |
| US Open                  | –            | –            | 3R           | 2R           | QF           | 1R           | QF           | 4R           | 1R           | 1R           | 2R           | –            | –            | –            | 0 / 9            | 15–9              |
| Wygrane turnieje         | –            | 0 / 1        | 1 / 4        | 0 / 4        | 0 / 4        | 1 / 4        | 1 / 3        | 0 / 3        | 0 / 4        | 0 / 3        | 0 / 2        | –            | –            | 0 / 1        | 3 / 33           | N/A               |
| Bilans spotkań           | –            | 0–1          | 10–3         | 3–4          | 13–4         | 9–3          | 12–2         | 6–3          | 5–4          | 6–3          | 1–2          | –            | –            | 0–1          | N/A              | 65–30             |
| Tennis Masters Cup       |              |              |              |              |              |              |              |              |              |              |              |              |              |              |                  |                   |
| Tennis Masters Cup       | –            | –            | –            | –            | RR           | W            | RR           | –            | –            | –            | –            | –            | –            | –            | 1 / 3            | 5–6               |
| ATP Masters Series       |              |              |              |              |              |              |              |              |              |              |              |              |              |              |                  |                   |
| Indian Wells             | –            | –            | 3R           | 1R           | SF           | 2R           | 3R           | –            | F            | 2R           | –            | –            | 1R           | –            | 0 / 8            | 14–8              |
| Miami                    | –            | –            | 3R           | QF           | 2R           | F            | 3R           | –            | 2R           | 2R           | –            | –            | 1R           | 1R           | 9 / 9            | 11–9              |
| Monte Carlo              | –            | –            | 1R           | 3R           | W            | 1R           | W            | –            | 2R           | 1R           | 1R           | –            | –            | 1R           | 2 / 9            | 14–7              |
| Rzym                     | –            | –            | –            | SF           | W            | F            | F            | 2R           | 1R           | –            | 1R           | –            | –            | –            | 1 / 7            | 20–6              |
| Hamburg                  | –            | –            | 1R           | QF           | QF           | W            | 1R           | QF           | 3R           | –            | 2R           | –            | –            | –            | 1 / 8            | 16–7              |
| Montreal/Toronto         | –            | –            | F            | 1R           | –            | 2R           | 3R           | 1R           | 1R           | 3R           | –            | –            | –            | –            | 0 / 7            | 9–7               |
| Cincinnati               | –            | –            | QF           | –            | QF           | SF           | W            | 1R           | 1R           | 2R           | –            | –            | –            | –            | 1 / 7            | 16–6              |
| Stuttgart/Madryt         | –            | –            | 3R           | –            | 3R           | 3R           | 2R           | 1R           | 2R           | –            | –            | –            | –            | –            | 0 / 6            | 3–6               |
| Paryż                    | –            | –            | 2R           | –            | 2R           | SF           | 3R           | 1R           | 3R           | –            | –            | –            | –            | –            | 0 / 6            | 6–6               |
| Wygrane turnieje         | –            | –            | 0 / 8        | 0 / 6        | 2 / 8        | 1 / 9        | 2 / 9        | 0 / 6        | 0 / 9        | 0 / 5        | 0 / 3        | –            | 0 / 2        | 0 / 2        | 5 / 67           | N/A               |
| Bilans spotkań           | –            | –            | 12–8         | 10–6         | 21–6         | 25–8         | 23–7         | 4–6          | 10–9         | 3–5          | 1–3          | –            | 0–2          | 0–2          | N/A              | 109–62            |
| Ranking na koniec sezonu |              |              |              |              |              |              |              |              |              |              |              |              |              |              |                  |                   |
|                          | 188          | 88           | 14           | 23           | 5            | 1            | 2            | 37           | 16           | 40           | 291          | 1078         | 680          | 1150         | N/A              | N/A               |

Legenda
     W, wygrał turniej
     F, przegrał w finale
     SF, przegrał w półfinale
     QF, przegrał w ćwierćfinale
     4R, 3R, 2R, 1R przegrał w IV, III, II, I rundzie
     RR, odpadł w fazie grupowej
     –, nie startował w turnieju głównym